# Montecampione
Montecampione is een plaats (frazione) in de Italiaanse gemeente Artogne. Het skigebied in Montecampione is geopend van half december tot eind maart.

## Cijfers skigebied
- Skiliften:  10 km
- Skiliftcapaciteit:  18,000 mensen per uur
- Banen: 20 (around 65 km)
- Bars: 12 inclusief lodges
- Hoogte: 1,200-2,050 m
- Stations: La Splaza (1,200 m), Plan (1,800 m), Secondino (1,400 m)